# تيرك (أبعلي)
تيرك (بالفارسية: تیرک) هي قرية تقع في إيران في قسم أبعلي الريفي. يقدر عدد سكانها بـ 6 نسمة .